# Aco Babić
Aco Babić, bosansko-hercegovski general, * 2. april 1921, † september 1986.

## Življenjepis
Leta 1939 je postal član Mestnega komiteja SKOJ, leta 1941 pa član KPJ; isto leto je vstopil v NOVJ. Med vojno je bil politični komisar bataljona, član Oblastnega komiteja KPJ za Hercegovino, član Politdela 10. hercegovske brigade in pomočnik političnega komisarja 29. divizije.
Po vojni je končal Višjo vojaško akademijo JLA in Operativni tečaj na Vojni šoli. Postal je politični komisar divizije in zasedal štabne položaje v korpusu, armadi in DSNO. Leta 1967 se je upokojil.

## Odlikovanja
- red zaslug za ljudstvo
- red bratstva in enotnosti z zlatim vencem